# Conacul Rosetti din Căiuți
Conacul Rosetti din Căiuți este un ansamblu de monumente istorice aflat pe teritoriul satului Căiuți, comuna Căiuți.

Ansamblul este format din două monumente:
- Conacul Rosetti (cod LMI BC-II-m-A-00805.01)
- Parc (cod LMI BC-II-m-A-00805.02)